# Hans Fischer
Hans Fischer (27. července 1881 Frankfurt nad Mohanem – 31. března 1945 Mnichov) byl německý organický chemik, který v roce 1930 získal Nobelovu cenu za chemii za
„výzkum hemu a chlorofylu“.

## Životopis
Studoval chemii a medicínu nejdříve na Univerzitě v Lausanne a poté na Univerzitě v Marburgu. V roce 1908 získal titul M.D. a od roku 1913 začal učit fyziologii na Fyziologickém institutu v Mnichově. V roce 1916 se stal profesorem lékařské chemie na Univerzitě v Innsbrucku a v roce 1918 se přesunul na Vídeňskou univerzitu. Poté byl od roku 1921 až do své smrti profesorem organické chemie na Technické univerzitě Mnichov.
Zkoumal barviva v krvi a žluči a chlorofyl v listech, stejně jako pyrrol, který je součástí těchto barviv.
31. března 1945 spáchal v Mnichově sebevraždu poté, co byl během druhé světové války zničen institut, ve kterém pracoval.